# DTM-Saison 2011
Die DTM-Saison 2011 war die 25. Saison der DTM und die 12. seit der Neugründung der Serie im Jahr 2000. Der erste Lauf fand am 1. Mai 2011 auf dem Hockenheimring statt. Das Saisonfinale fand am 23. Oktober ebenfalls auf dem Hockenheimring statt.
Insgesamt wurden an 11 Wochenenden Rennen in Deutschland, in den Niederlanden, Österreich, Großbritannien und in Spanien gefahren. Davon wurden 10 zur DTM-Meisterschaft gezählt. Die Läufe am Rennwochenende (16./17. Juli) in München wurden nicht zur DTM-Meisterschaft gezählt.
Gesamtsieger wurde Martin Tomczyk im Audi A4 DTM mit 72 Punkten.

## Geschichte
Nach dem Ausstieg des Reifenherstellers Dunlop aus der DTM zum Saisonende 2010 übernahm Hankook ab 2011 die Reifenausrüstung der Teams. Neben Slicks (Ventus F200) stand ein einziger Regenreifen (Ventus Z207) zur Verfügung.

## Starterfeld
Folgende Fahrer sind in der Saison gestartet:
| Nr. | Fahrer                     | Team                                         | Fahrzeug                   | Rennwochenende | Bild                 |
| --- | -------------------------- | -------------------------------------------- | -------------------------- | -------------- | -------------------- |
| 2   | Gary Paffett               | Thomas Sabo/ Mercedes-Benz Bank AMG-Mercedes | AMG-Mercedes C-Klasse 2009 | alle           | Gary Paffett         |
| 3   | Bruno Spengler             | Thomas Sabo/ Mercedes-Benz Bank AMG-Mercedes | AMG-Mercedes C-Klasse 2009 | alle           | Bruno Spengler       |
| 4   | Timo Scheider              | Audi Sport Team Abt                          | Audi A4 DTM 2009           | alle           | Timo Scheider        |
| 5   | Oliver Jarvis              | Audi Sport Team Abt                          | Audi A4 DTM 2009           | alle           | Oliver Jarvis        |
| 6   | Ralf Schumacher            | Salzgitter/ AMG-Mercedes                     | AMG-Mercedes C-Klasse 2009 | alle           | Ralf Schumacher      |
| 7   | Jamie Green                | Salzgitter/ AMG-Mercedes                     | AMG-Mercedes C-Klasse 2009 | alle           | Jamie Green          |
| 8   | Mattias Ekström            | Audi Sport Team Abt Sportsline               | Audi A4 DTM 2009           | alle           | Mattias Ekström      |
| 9   | Mike Rockenfeller          | Audi Sport Team Abt Sportsline               | Audi A4 DTM 2009           | 1–3, 5–11      | Mike Rockenfeller    |
| 9   | Tom Kristensen             | Audi Sport Team Abt Sportsline               | Audi A4 DTM 2009           | 4              | Mike Rockenfeller    |
| 10  | Susie Stoddart Susie Wolff | Junge Sterne/ TV-Spielfilm AMG-Mercedes      | AMG-Mercedes C-Klasse 2008 | alle           | Susie Stoddart       |
| 11  | Christian Vietoris         | Junge Sterne/ TV-Spielfilm AMG-Mercedes      | AMG-Mercedes C-Klasse 2008 | alle           | Christian Vietoris   |
| 14  | Martin Tomczyk             | Audi Sport Team Phoenix                      | Audi A4 DTM 2008           | alle           | Matin Tomczyk        |
| 15  | Rahel Frey                 | Audi Sport Team Phoenix                      | Audi A4 DTM 2008           | alle           | Rahel Frey           |
| 16  | Maro Engel                 | Deutsche Post/ GQ AMG-Mercedes               | AMG-Mercedes C-Klasse 2008 | alle           | Maro Engel           |
| 17  | David Coulthard            | Deutsche Post/ GQ AMG-Mercedes               | AMG-Mercedes C-Klasse 2008 | alle           | David Coulthard      |
| 18  | Filipe Albuquerque         | Audi Sport Team Rosberg                      | Audi A4 DTM 2008           | alle           | Filipe Albuquerque   |
| 19  | Edoardo Mortara            | Audi Sport Team Rosberg                      | Audi A4 DTM 2008           | alle           | Edoardo Mortara      |
| 20  | Renger van der Zande       | Stern AMG-Mercedes                           | AMG-Mercedes C-Klasse 2008 | alle           | Renger van der Zande |
| 22  | Miguel Molina              | Audi Sport Team Abt Junior                   | Audi A4 DTM 2008           | alle           | Miguel Molina        |

Anmerkungen
1. ↑  Susie Stoddart heiratete vor dem letzten Saisonrennen Toto Wolff und nahm seinen Nachnamen an.

### Änderungen bei den Fahrern
Die folgende Auflistung enthält alle Fahrer, die an der DTM-Saison 2010 teilgenommen haben und in der Saison 2011 nicht für dasselbe Team wie 2010 starteten.
Fahrer, die ihr Team gewechselt haben:
- Jamie Green: Persson Motorsport → HWA
- Mike Rockenfeller: Team Phoenix → Abt Sportsline
- Martin Tomczyk: Abt Sportsline → Team Phoenix

Fahrer, die in die DTM einstiegen bzw. zurückkehrten:
- Filipe Albuquerque: Italienische GT-Meisterschaft (Audi Sport Italia) → Team Rosberg
- Rahel Frey: FIA-GT1-Weltmeisterschaft (Matech Competition) → Team Phoenix
- Tom Kristensen: Le Mans Series (Team Joest) → Abt Sportsline
- Edoardo Mortara: Formel-3-Euroserie (Signature) → Team Rosberg
- Christian Vietoris: GP2-Serie (Racing Engineering) → Persson Motorsport
- Renger van der Zande: GP3-Serie (RSC Mücke Motorsport) → Persson Motorsport

Fahrer, die die DTM verlassen haben:
- Darryl O’Young: Team Phoenix → WTCC (bamboo-engineering)
- Paul di Resta: HWA → Formel 1 (Force India)
- Markus Winkelhock: Team Rosberg → FIA-GT1-Weltmeisterschaft (Münnich Motorsport)

Fahrer, die noch keinen Vertrag für ein Renncockpit 2011 besitzen:
- Cong Fu Cheng
- Katherine Legge
- Alexandre Prémat

### Änderungen während der Saison
- Mike Rockenfeller trat nach einem Unfall beim 24-Stunden-Rennen von Le Mans 2011 nicht zum vierten Saisonrennen auf dem EuroSpeedway Lausitz an. Er wurde bei Abt Sportsline einmalig durch Tom Kristensen vertreten.[3]

## Rennkalender und Ergebnisse
Der Rennkalender umfasste zehn Meisterschafts-Rennen. Die DTM kehrte auf den Red Bull Ring (ehemals A1-Ring) zurück. Außerdem fand eine nicht zur Meisterschaft zählende Veranstaltung im Olympiastadion München statt. Dort wurde nach dem System des Race of Champions gefahren. Ursprünglich war ein Rennen in Shanghai auf dem Shanghai Pudong Street Circuit für den 6. November als Saisonfinale geplant. Das Rennen wurde allerdings vor Saisonbeginn abgesagt. Es wurde von den chinesischen Motorsportbehörden nicht genehmigt, da an diesem Wochenende bereits die Tourenwagen-Weltmeisterschaft auf dem chinesischen Guangdong International Circuit eine Veranstaltung hatte.
| Runde | Rennstrecke    | Datum         | Distanz    | Pole-Position     | Schnellste Runde           | Sieger            | Fahrzeug                   |
| ----- | -------------- | ------------- | ---------- | ----------------- | -------------------------- | ----------------- | -------------------------- |
| 1     | Hockenheimring | 1. Mai        | 173,812 km | Bruno Spengler    | Bruno Spengler             | Bruno Spengler    | AMG-Mercedes C-Klasse 2009 |
| 2     | Zandvoort      | 15. Mai       | 176,587 km | Bruno Spengler    | Mike Rockenfeller          | Mike Rockenfeller | Audi A4 DTM 2009           |
| 3     | Red Bull Ring  | 5. Juni       | 164,388 km | Martin Tomczyk    | Bruno Spengler             | Martin Tomczyk    | Audi A4 DTM 2008           |
| 4     | Lausitzring    | 19. Juni      | 180,856 km | Bruno Spengler    | Timo Scheider              | Martin Tomczyk    | Audi A4 DTM 2008           |
| 5     | Norisring      | 3. Juli       | 188,600 km | Bruno Spengler    | Jamie Green                | Bruno Spengler    | AMG-Mercedes C-Klasse 2009 |
| 6     | München        | 16. Juli      |            |                   |                            | Edoardo Mortara   | Audi A4 DTM 2008           |
| 6     | München        | 17. Juli      |            | Bruno Spengler    | AMG-Mercedes C-Klasse 2009 |                   |                            |
| 7     | Nürburgring    | 7. August     | 177,821 km | Mattias Ekström   | David Coulthard            | Mattias Ekström   | Audi A4 DTM 2009           |
| 8     | Brands Hatch   | 4. September  | 189,042 km | Mike Rockenfeller | Martin Tomczyk             | Martin Tomczyk    | Audi A4 DTM 2008           |
| 9     | Oschersleben   | 18. September | 184,800 km | Miguel Molina     | Mattias Ekström            | Mattias Ekström   | Audi A4 DTM 2009           |
| 10    | Valencia       | 2. Oktober    | 180,225 km | Mattias Ekström   | Timo Scheider              | Mattias Ekström   | Audi A4 DTM 2009           |
| 11    | Hockenheimring | 23. Oktober   | 173,812 km | Miguel Molina     | Jamie Green                | Jamie Green       | AMG-Mercedes C-Klasse 2009 |

Anmerkungen
1. ↑  Die Veranstaltung im Münchener Olympiastadion zählt nicht zur Meisterschaft.

## Rennberichte

### 1. Rennen: Hockenheimring Baden-Württemberg
| Platz | Fahrer          | Team                           | Zeit        |
| ----- | --------------- | ------------------------------ | ----------- |
| 1     | Bruno Spengler  | Mercedes-Benz Bank AMG         | 1:03:07,244 |
| 2     | Mattias Ekström | Audi Sport Team Abt Sportsline | + 3,696     |
| 3     | Ralf Schumacher | Salzgitter AMG Mercedes        | + 3,883     |
| PP    | Bruno Spengler  | Mercedes-Benz Bank AMG         | 1:34,270    |
| SR    | Bruno Spengler  | Mercedes-Benz Bank AMG         | 1:35,230    |

Das erste DTM-Saisonrennen auf dem Hockenheimring Baden-Württemberg fand am 1. Mai 2011 statt und ging über eine Distanz von 38 Runden à 4,574 km, was einer Gesamtdistanz von 173,812 km entspricht.
Bruno Spengler gewann das Rennen von der Pole-Position startend vor Mattias Ekström und Ralf Schumacher, der seine erste Podest-Platzierung in der DTM erzielte.
Gary Paffett zeigte in dem Rennen einige Überholmanöver und verbesserte sich vom 18. Platz startend auf die sechste Position.
| Pos. | Nr. | Fahrer               | Team                           | Runden | Zeit        | Start | Schnellste Runde |
| ---- | --- | -------------------- | ------------------------------ | ------ | ----------- | ----- | ---------------- |
| 01   | 03  | Bruno Spengler       | Mercedes-Benz Bank AMG         | 38     | 1:03:07,244 | 01    | 1:35,230 (16.)   |
| 02   | 08  | Mattias Ekström      | Audi Sport Team Abt Sportsline | 38     | + 3,696     | 02    | 1:35,281 (16.)   |
| 03   | 06  | Ralf Schumacher      | Salzgitter AMG Mercedes        | 38     | + 3,883     | 03    | 1:35,516 (18.)   |
| 04   | 04  | Timo Scheider        | Audi Sport Team Abt            | 38     | + 4,585     | 04    | 1:35,552 (37.)   |
| 05   | 14  | Martin Tomczyk       | Audi Sport Team Phoenix        | 38     | + 5,256     | 06    | 1:35,418 (15.)   |
| 06   | 02  | Gary Paffett         | THOMAS SABO AMG Mercedes       | 38     | + 6,591     | 18    | 1:35,393 (12.)   |
| 07   | 07  | Jamie Green          | AMG Mercedes                   | 38     | + 10,653    | 14    | 1:35,565 (24.)   |
| 08   | 16  | Maro Engel           | GQ AMG Mercedes                | 38     | + 11,938    | 07    | 1:35,728 (19.)   |
| 09   | 05  | Oliver Jarvis        | Audi Sport Team Abt            | 38     | + 13,803    | 12    | 1:36,049 (16.)   |
| 10   | 17  | David Coulthard      | Deutsche Post AMG Mercedes     | 38     | + 14,246    | 13    | 1:36,023 (23.)   |
| 11   | 09  | Mike Rockenfeller    | Audi Sport Team Abt Sportsline | 38     | + 16,164    | 05    | 1:35,763 (18.)   |
| 12   | 10  | Susie Stoddart       | TV SPIELFILM AMG Mercedes      | 38     | + 16,488    | 16    | 1:35,883 (16.)   |
| 13   | 11  | Christian Vietoris   | Junge Sterne AMG Mercedes      | 38     | + 17,310    | 09    | 1:35,822 (18.)   |
| 14   | 19  | Edoardo Mortara      | Audi Sport Team Rosberg        | 38     | + 18,341    | 10    | 1:36,081 (20.)   |
| 15   | 15  | Rahel Frey           | Audi Sport Team Phoenix        | 38     | + 25,944    | 17    | 1:36,690 (16.)   |
| 16   | 22  | Miguel Molina        | Audi Sport Team Abt Junior     | 38     | + 28,420    | 08    | 1:35,703 (16.)   |
| 17   | 18  | Filipe Albuquerque   | Audi Sport Team Rosberg        | 38     | + 29,011    | 15    | 1:36,184 (35.)   |
| 18   | 20  | Renger van der Zande | stern AMG Mercedes             | 30     | DNF         | 11    | 1:36,160 (12.)   |

### 2. Rennen: Circuit Park Zandvoort
| Platz | Fahrer            | Team                           | Zeit        |
| ----- | ----------------- | ------------------------------ | ----------- |
| 1     | Mike Rockenfeller | Audi Sport Team Abt Sportsline | 1:05:28,514 |
| 2     | Bruno Spengler    | Mercedes-Benz Bank AMG         | + 1,423     |
| 3     | Martin Tomczyk    | Audi Sport Team Phoenix        | + 1,865     |
| PP    | Bruno Spengler    | Mercedes-Benz Bank AMG         | 1:31,805    |
| SR    | Mike Rockenfeller | Audi Sport Team Abt Sportsline | 1:33,410    |

Das zweite DTM-Saisonrennen auf dem Circuit Park Zandvoort fand am 15. Mai 2011 statt und ging über eine Distanz von 41 Runden à 4,307 km, was einer Gesamtdistanz von 176,587 km entspricht.
Mike Rockenfeller gewann das Rennen vor Bruno Spengler und Martin Tomczyk. Es war Rockenfellers erster Sieg in seinem 44. DTM-Rennen.
| Pos. | Nr. | Fahrer               | Team                           | Runden | Zeit        | Start | Schnellste Runde |
| ---- | --- | -------------------- | ------------------------------ | ------ | ----------- | ----- | ---------------- |
| 01   | 09  | Mike Rockenfeller    | Audi Sport Team Abt Sportsline | 41     | 1:05:28,512 | 03    | 1:33,410 (13.)   |
| 02   | 03  | Bruno Spengler       | Mercedes-Benz Bank AMG         | 41     | + 1,423     | 01    | 1:34,074 (15.)   |
| 03   | 14  | Martin Tomczyk       | Audi Sport Team Phoenix        | 41     | + 1,865     | 04    | 1:33,458 (16.)   |
| 04   | 07  | Jamie Green          | AMG Mercedes                   | 41     | + 6,957     | 02    | 1:33,702 (16.)   |
| 05   | 04  | Timo Scheider        | Audi Sport Team Abt            | 41     | + 11,478    | 06    | 1:33,808 (15.)   |
| 06   | 19  | Edoardo Mortara      | Audi Sport Team Rosberg        | 41     | + 14,160    | 07    | 1:33,617 (13.)   |
| 07   | 16  | Maro Engel           | GQ AMG Mercedes                | 41     | + 15,064    | 13    | 1:33,803 (17.)   |
| 08   | 08  | Mattias Ekström      | Audi Sport Team Abt Sportsline | 41     | + 15,439    | 16    | 1:33,514 (25.)   |
| 09   | 02  | Gary Paffett         | THOMAS SABO AMG Mercedes       | 41     | + 19,482    | 05    | 1:33,835 (16.)   |
| 10   | 05  | Oliver Jarvis        | Audi Sport Team Abt            | 41     | + 21,859    | 12    | 1:34,191 (25.)   |
| 11   | 06  | Ralf Schumacher      | Salzgitter AMG Mercedes        | 41     | + 28,435    | 08    | 1:34,085 (16.)   |
| 12   | 10  | Susie Stoddart       | TV SPIELFILM AMG Mercedes      | 41     | + 28,855    | 15    | 1:34,217 (14.)   |
| 13   | 20  | Renger van der Zande | stern AMG Mercedes             | 41     | + 35,870    | 11    | 1:34,643 (14.)   |
| 14   | 22  | Miguel Molina        | Audi Sport Team Abt Junior     | 41     | + 37,268    | 09    | 1:33,828 (17.)   |
| 15   | 11  | Christian Vietoris   | Junge Sterne AMG Mercedes      | 41     | + 38,901    | 17    | 1:34,460 (17.)   |
| 16   | 17  | David Coulthard      | Deutsche Post AMG Mercedes     | 41     | + 49,548    | 14    | 1:34,375 (17.)   |
| 17   | 15  | Rahel Frey           | Audi Sport Team Phoenix        | 40     | + 1 Runde   | 18    | 1:35,493 (19.)   |
| —    | 18  | Filipe Albuquerque   | Audi Sport Team Rosberg        | 13     | DNF         | 10    | 1:34,640 (07.)   |

### 3. Rennen: Red Bull Ring Spielberg
| Platz | Fahrer          | Team                    | Zeit      |
| ----- | --------------- | ----------------------- | --------- |
| 1     | Martin Tomczyk  | Audi Sport Team Phoenix | 55:55,117 |
| 2     | Ralf Schumacher | Salzgitter AMG Mercedes | + 0,462   |
| 3     | Oliver Jarvis   | Audi Sport Team Abt     | + 2,749   |
| PP    | Martin Tomczyk  | Audi Sport Team Phoenix | 1:40,001  |
| SR    | Bruno Spengler  | Mercedes-Benz Bank AMG  | 1:26,298  |

Das dritte DTM-Saisonrennen auf dem Red Bull Ring fand am 5. Juni 2011 statt und ging über eine Distanz von 38 Runden à 4,326 km, was einer Gesamtdistanz von 164,388 km entspricht.
Martin Tomczyk gewann das Rennen vor Ralf Schumacher und Oliver Jarvis. Für Schumacher war es das beste Resultat seiner DTM-Karriere.
Das Qualifying fand bei regnerischen Verhältnissen statt.
| Pos. | Nr. | Fahrer               | Team                           | Runden | Zeit      | Start | Schnellste Runde |
| ---- | --- | -------------------- | ------------------------------ | ------ | --------- | ----- | ---------------- |
| 01   | 14  | Martin Tomczyk       | Audi Sport Team Phoenix        | 38     | 55:55,117 | 01    | 1:26,697 (26.)   |
| 02   | 06  | Ralf Schumacher      | Salzgitter AMG Mercedes        | 38     | + 0,462   | 03    | 1:26,659 (28.)   |
| 03   | 05  | Oliver Jarvis        | Audi Sport Team Abt            | 38     | + 2,749   | 02    | 1:26,728 (30.)   |
| 04   | 03  | Bruno Spengler       | Mercedes-Benz Bank AMG         | 38     | + 2,999   | 12    | 1:26,298 (24.)   |
| 05   | 09  | Mike Rockenfeller    | Audi Sport Team Abt Sportsline | 38     | + 10,364  | 05    | 1:26,942 (13.)   |
| 06   | 07  | Jamie Green          | AMG Mercedes                   | 38     | + 10,984  | 09    | 1:26,720 (12.)   |
| 07   | 04  | Timo Scheider        | Audi Sport Team Abt            | 38     | + 12,179  | 07    | 1:26,832 (22.)   |
| 08   | 02  | Gary Paffett         | THOMAS SABO AMG Mercedes       | 38     | + 12,660  | 08    | 1:26,592 (31.)   |
| 09   | 17  | David Coulthard      | Deutsche Post AMG Mercedes     | 38     | + 14,246  | 14    | 1:26,563 (25.)   |
| 10   | 20  | Renger van der Zande | stern AMG Mercedes             | 38     | + 15,669  | 13    | 1:26,702 (21.)   |
| 11   | 22  | Miguel Molina        | Audi Sport Team Abt Junior     | 38     | + 16,266  | 17    | 1:26,702 (30.)   |
| 12   | 18  | Filipe Albuquerque   | Audi Sport Team Rosberg        | 38     | + 19,608  | 11    | 1:26,738 (30.)   |
| 13   | 10  | Susie Stoddart       | TV SPIELFILM AMG Mercedes      | 38     | + 26,311  | 15    | 1:27,094 (36.)   |
| 14   | 16  | Maro Engel           | GQ AMG Mercedes                | 38     | + 26,805  | 06    | 1:26,765 (17.)   |
| 15   | 11  | Christian Vietoris   | Junge Sterne AMG Mercedes      | 38     | + 28,071  | 10    | 1:26,575 (25.)   |
| 16   | 19  | Edoardo Mortara      | Audi Sport Team Rosberg        | 38     | + 35,893  | 04    | 1:26,839 (18.)   |
| 17   | 15  | Rahel Frey           | Audi Sport Team Phoenix        | 38     | + 43,420  | 16    | 1:27,256 (25.)   |
| —    | 08  | Mattias Ekström      | Audi Sport Team Abt Sportsline | 12     | DNF       | 18    | 1:27,723 (08.)   |

### 4. Rennen: Lausitzring
| Platz | Fahrer         | Team                    | Zeit        |
| ----- | -------------- | ----------------------- | ----------- |
| 1     | Martin Tomczyk | Audi Sport Team Phoenix | 1:10:52,902 |
| 2     | Timo Scheider  | Audi Sport Team Abt     | + 5,436     |
| 3     | Bruno Spengler | Mercedes-Benz Bank AMG  | + 14,300    |
| PP    | Bruno Spengler | Mercedes-Benz Bank AMG  | 1:19,119    |
| SR    | Timo Scheider  | Audi Sport Team Abt     | 1:20,160    |

Das vierte DTM-Saisonrennen auf dem EuroSpeedway Lausitz fand am 19. Juni 2011 statt und ging über eine Distanz von 52 Runden à 3,478 km, was einer Gesamtdistanz von 180,856 km entspricht.
Martin Tomczyk gewann das Rennen vor Timo Scheider und Bruno Spengler, der von der Pole-Position gestartet war. Es war Tomczyks zweiter Sieg in Folge.
Aufgrund eines Unfalls beim 24-Stunden-Rennen von Le Mans 2011 trat Mike Rockenfeller nicht zum Rennen an. Ihn ersetzte Tom Kristensen bei Abt Sportsline. Persson-Pilotin Susie Stoddart musste wegen Problemen mit der Bremse komplett auf einen Start verzichten.
| Pos. | Nr. | Fahrer               | Team                           | Runden | Zeit        | Start | Schnellste Runde |
| ---- | --- | -------------------- | ------------------------------ | ------ | ----------- | ----- | ---------------- |
| 01   | 14  | Martin Tomczyk       | Audi Sport Team Phoenix        | 52     | 1:10:52,902 | 04    | 1:20,308 (20.)   |
| 02   | 04  | Timo Scheider        | Audi Sport Team Abt            | 52     | + 5,436     | 09    | 1:20,160 (34.)   |
| 03   | 03  | Bruno Spengler       | Mercedes-Benz Bank AMG         | 52     | + 14,300    | 01    | 1:20,788 (07.)   |
| 04   | 02  | Gary Paffett         | THOMAS SABO AMG Mercedes       | 52     | + 17,604    | 05    | 1:20,670 (16.)   |
| 05   | 05  | Oliver Jarvis        | Audi Sport Team Abt            | 52     | + 18,633    | 06    | 1:20,698 (15.)   |
| 06   | 07  | Jamie Green          | AMG Mercedes                   | 52     | + 19,397    | 02    | 1:20,732 (45.)   |
| 07   | 09  | Tom Kristensen       | Audi Sport Team Abt Sportsline | 52     | + 23,259    | 07    | 1:20,724 (26.)   |
| 08   | 18  | Filipe Albuquerque   | Audi Sport Team Rosberg        | 52     | + 24,956    | 08    | 1:20,421 (16.)   |
| 09   | 11  | Christian Vietoris   | Junge Sterne AMG Mercedes      | 52     | + 25,846    | 10    | 1:20,540 (29.)   |
| 10   | 16  | Maro Engel           | GQ AMG Mercedes                | 52     | + 26,674    | 16    | 1:20,603 (29.)   |
| 11   | 08  | Mattias Ekström      | Audi Sport Team Abt Sportsline | 52     | + 29,182    | 03    | 1:20,597 (28.)   |
| 12   | 06  | Ralf Schumacher      | Salzgitter AMG Mercedes        | 52     | + 31,737    | 17    | 1:20,597 (24.)   |
| 13   | 17  | David Coulthard      | Deutsche Post AMG Mercedes     | 52     | + 44,504    | 15    | 1:20,893 (16.)   |
| 14   | 20  | Renger van der Zande | stern AMG Mercedes             | 52     | + 46,956    | 13    | 1:20,727 (18.)   |
| 15   | 15  | Rahel Frey           | Audi Sport Team Phoenix        | 52     | + 59,739    | 18    | 1:21,241 (15.)   |
| 16   | 22  | Miguel Molina        | Audi Sport Team Abt Junior     | 42     | DNF         | 11    | 1:20,435 (27.)   |
| —    | 19  | Edoardo Mortara      | Audi Sport Team Rosberg        | 35     | DNF         | 12    | 1:20,928 (22.)   |
| —    | 10  | Susie Stoddart       | TV SPIELFILM AMG Mercedes      | –      | DNS         | 14    | –                |

### 5. Rennen: Norisring
| Platz | Fahrer         | Team                    | Zeit        |
| ----- | -------------- | ----------------------- | ----------- |
| 1     | Bruno Spengler | Mercedes-Benz Bank AMG  | 1:04:43,617 |
| 2     | Jamie Green    | AMG Mercedes            | + 0,499     |
| 3     | Martin Tomczyk | Audi Sport Team Phoenix | + 1,493     |
| PP    | Bruno Spengler | Mercedes-Benz Bank AMG  | 48,222      |
| SR    | Jamie Green    | AMG Mercedes            | 54,588      |

Das fünfte DTM-Saisonrennen auf dem Norisring in Nürnberg fand am 3. Juli 2011 statt und ging über eine Distanz von 64 Runden à 2,300 km, was einer Gesamtdistanz von 147,200 km entspricht. Das Rennen wurde aufgrund anhaltender, starker Regenfälle vorzeitig abgebrochen. Eigentlich waren 82 Runden geplant, die einer Gesamtdistanz von 188.600 km entsprochen hätten.
Bruno Spengler, der von der Pole-Position gestartet war, gewann das Rennen vor Jamie Green und Martin Tomczyk.
Bei regnerischen Verhältnissen startete das Feld hinter dem Safety Car. Dennoch schied lediglich Gary Paffett bis zum Rennende aus. Alle anderen Piloten erreichten hinter dem Safety Car das Ziel. Dieses war aufgrund der großen Aquaplaning-Gefahr erneut auf die Strecke gekommen. Nachdem 75 Prozent des Rennens absolviert waren, brach die Rennleitung die Fahrt auf dem Stadtkurs in der 64. Runde ab.
| Pos. | Nr. | Fahrer               | Team                           | Runden | Zeit        | Start | Schnellste Runde |
| ---- | --- | -------------------- | ------------------------------ | ------ | ----------- | ----- | ---------------- |
| 01   | 03  | Bruno Spengler       | Mercedes-Benz Bank AMG         | 64     | 1:04:43,617 | 01    | 54,890 (30.)     |
| 02   | 07  | Jamie Green          | AMG Mercedes                   | 64     | + 0,499     | 03    | 54,588 (33.)     |
| 03   | 14  | Martin Tomczyk       | Audi Sport Team Phoenix        | 64     | + 1,493     | 10    | 54,807 (23.)     |
| 04   | 04  | Timo Scheider        | Audi Sport Team Abt            | 64     | + 2,760     | 07    | 54,848 (36.)     |
| 05   | 19  | Edoardo Mortara      | Audi Sport Team Rosberg        | 64     | + 4,725     | 08    | 54,602 (41.)     |
| 06   | 06  | Ralf Schumacher      | Salzgitter AMG Mercedes        | 64     | + 6,098     | 05    | 54,706 (30.)     |
| 07   | 08  | Mattias Ekström      | Audi Sport Team Abt Sportsline | 64     | + 7,022     | 04    | 54,781 (28.)     |
| 08   | 17  | David Coulthard      | Deutsche Post AMG Mercedes     | 64     | + 9,672     | 13    | 54,810 (30.)     |
| 09   | 16  | Maro Engel           | GQ AMG Mercedes                | 64     | + 11,320    | 06    | 54,892 (32.)     |
| 10   | 20  | Renger van der Zande | stern AMG Mercedes             | 64     | + 12,773    | 14    | 54,629 (28.)     |
| 11   | 11  | Christian Vietoris   | Junge Sterne AMG Mercedes      | 64     | + 14,112    | 12    | 54,765 (27.)     |
| 12   | 22  | Miguel Molina        | Audi Sport Team Abt Junior     | 64     | + 15,459    | 09    | 55,021 (30.)     |
| 13   | 10  | Susie Stoddart       | TV SPIELFILM AMG Mercedes      | 64     | + 17,515    | 15    | 54,651 (35.)     |
| 14   | 09  | Mike Rockenfeller    | Audi Sport Team Abt Sportsline | 64     | + 21,030    | 17    | 54,756 (37.)     |
| 15   | 05  | Oliver Jarvis        | Audi Sport Team Abt            | 64     | + 21,556    | 11    | 54,898 (37.)     |
| 16   | 18  | Filipe Albuquerque   | Audi Sport Team Rosberg        | 64     | + 22,394    | 16    | 54,971 (27.)     |
| 17   | 15  | Rahel Frey           | Audi Sport Team Phoenix        | 63     | + 1 Runde   | 18    | 55,252 (30.)     |
| —    | 02  | Gary Paffett         | THOMAS SABO AMG Mercedes       | 15     | DNF         | 02    | 55,043 (14.)     |

### 6. Rennen: Nürburgring
| Platz | Fahrer            | Team                           | Zeit        |
| ----- | ----------------- | ------------------------------ | ----------- |
| 1     | Mattias Ekström   | Audi Sport Team Abt Sportsline | 1:11:19,980 |
| 2     | Bruno Spengler    | Mercedes-Benz Bank AMG         | + 5,533     |
| 3     | Mike Rockenfeller | Audi Sport Team Abt Sportsline | + 7,906     |
| PP    | Mattias Ekström   | Audi Sport Team Abt Sportsline | 1:32,066    |
| SR    | David Coulthard   | Deutsche Post AMG Mercedes     | 1:25,558    |

Das sechste DTM-Saisonrennen auf dem Nürburgring in Nürburg fand am 7. August 2011 statt und ging über eine Distanz von 49 Runden à 3,629 km, was einer Gesamtdistanz von 177,821 km entspricht.
Mattias Ekström gewann das Rennen von der Pole-Position startend vor Bruno Spengler und Mike Rockenfeller.
Ekström behielt die Führung beim Start und fuhr ungefährdet an der Spitze des Feldes. Hinter ihm übernahm zunächst Rockenfeller die zweite Position vor Spengler. Rockenfeller blieb bis zur vorletzten Runde vor Spengler, bis er sich vor der ersten Kurve verbremste. Hinter den ersten drei Piloten ereigneten sich einige Positionskämpfe.
| Pos. | Nr. | Fahrer               | Team                           | Runden | Zeit        | Start | Schnellste Runde |
| ---- | --- | -------------------- | ------------------------------ | ------ | ----------- | ----- | ---------------- |
| 01   | 08  | Mattias Ekström      | Audi Sport Team Abt Sportsline | 49     | 1:11:19,980 | 01    | 1:25,749 (19.)   |
| 02   | 03  | Bruno Spengler       | Mercedes-Benz Bank AMG         | 49     | + 5,533     | 04    | 1:25,723 (33.)   |
| 03   | 09  | Mike Rockenfeller    | Audi Sport Team Abt Sportsline | 49     | + 7,906     | 03    | 1:25,936 (02.)   |
| 04   | 04  | Timo Scheider        | Audi Sport Team Abt            | 49     | + 13,977    | 08    | 1:26,182 (22.)   |
| 05   | 14  | Martin Tomczyk       | Audi Sport Team Phoenix        | 49     | + 15,656    | 07    | 1:26,232 (15.)   |
| 06   | 07  | Jamie Green          | AMG Mercedes                   | 49     | + 17,841    | 02    | 1:26,212 (17.)   |
| 07   | 19  | Edoardo Mortara      | Audi Sport Team Rosberg        | 49     | + 18,917    | 05    | 1:26,067 (02.)   |
| 08   | 02  | Gary Paffett         | THOMAS SABO AMG Mercedes       | 49     | + 19,696    | 13    | 1:25,684 (30.)   |
| 09   | 18  | Filipe Albuquerque   | Audi Sport Team Rosberg        | 49     | + 22,516    | 12    | 1:26,278 (18.)   |
| 10   | 05  | Oliver Jarvis        | Audi Sport Team Abt            | 49     | + 35,080    | 15    | 1:26,001 (20.)   |
| 11   | 20  | Renger van der Zande | stern AMG Mercedes             | 49     | + 35,717    | 09    | 1:26,161 (17.)   |
| 12   | 22  | Miguel Molina        | Audi Sport Team Abt Junior     | 49     | + 37,252    | 06    | 1:25,834 (14.)   |
| 13   | 11  | Christian Vietoris   | Junge Sterne AMG Mercedes      | 49     | + 38,090    | 11    | 1:26,071 (07.)   |
| 14   | 10  | Susie Stoddart       | TV SPIELFILM AMG Mercedes      | 49     | + 45,201    | 14    | 1:26,215 (17.)   |
| 15   | 16  | Maro Engel           | GQ AMG Mercedes                | 49     | + 50,747    | 18    | 1:26,063 (06.)   |
| 16   | 15  | Rahel Frey           | Audi Sport Team Phoenix        | 49     | + 1:06,678  | 16    | 1:26,676 (15.)   |
| 17   | 17  | David Coulthard      | Deutsche Post AMG Mercedes     | 48     | + 1 Runde   | 10    | 1:25,558 (29.)   |
| —    | 06  | Ralf Schumacher      | Salzgitter AMG Mercedes        | 01     | DNF         | 17    | 1:34,015 (01.)   |

### 7. Rennen: Brands Hatch
| Platz | Fahrer            | Team                           | Zeit        |
| ----- | ----------------- | ------------------------------ | ----------- |
| 1     | Martin Tomczyk    | Audi Sport Team Phoenix        | 1:15:37,956 |
| 2     | Mattias Ekström   | Audi Sport Team Abt Sportsline | + 2,023     |
| 3     | Edoardo Mortara   | Audi Sport Team Rosberg        | + 11,723    |
| PP    | Mike Rockenfeller | Audi Sport Team Abt Sportsline | 42,090      |
| SR    | Martin Tomczyk    | Audi Sport Team Phoenix        | 49,805      |

Das siebte DTM-Saisonrennen in Brands Hatch, Kent, Vereinigtes Königreich fand am 4. September 2011 statt und ging über eine Distanz von 88 Runden à 1,929 km, was einer Gesamtdistanz von 169,752 km entspricht. Das Rennen wurde vorzeitig beendet, da das Zeitlimit erreicht wurde. Ursprünglich war eine Distanz von 98 Runden à 1,929 km, was einer Gesamtdistanz von 189,042 km entspricht, geplant.
Das Rennen fand unter durchgängig regnerischen Bedingungen statt. Beim Start behielt Pole-Setter Mike Rockenfeller zunächst die Führung. In der elften Runde musste er sich jedoch Markenkollegen Martin Tomczyk geschlagen geben, der beim Start von Platz drei zwischenzeitlich auf Position fünf zurückgefallen war.
Tomczyk behielt die Führung bis zum Ende und übernahm dadurch die Führung in der Meisterschaft von Bruno Spengler, der Siebter wurde. Auf den Plätzen zwei und drei folgten Mattias Ekström und Edoardo Mortara, der zum ersten Mal bei einem DTM-Rennen auf dem Podest stand. Audi erzielte damit einen Dreifachsieg.
| Pos. | Nr. | Fahrer               | Team                           | Runden | Zeit        | Start | Schnellste Runde |
| ---- | --- | -------------------- | ------------------------------ | ------ | ----------- | ----- | ---------------- |
| 01   | 14  | Martin Tomczyk       | Audi Sport Team Phoenix        | 88     | 1:15:37,956 | 03    | 49,805 (08.)     |
| 02   | 08  | Mattias Ekström      | Audi Sport Team Abt Sportsline | 88     | + 2,023     | 05    | 50,263 (38.)     |
| 03   | 19  | Edoardo Mortara      | Audi Sport Team Rosberg        | 88     | + 11,723    | 09    | 50,062 (12.)     |
| 04   | 02  | Gary Paffett         | THOMAS SABO AMG Mercedes       | 88     | + 14,136    | 02    | 50,343 (75.)     |
| 05   | 06  | Ralf Schumacher      | Salzgitter AMG Mercedes        | 88     | + 20,395    | 06    | 50,224 (79.)     |
| 06   | 09  | Mike Rockenfeller    | Audi Sport Team Abt Sportsline | 88     | + 36,087    | 01    | 50,443 (08.)     |
| 07   | 03  | Bruno Spengler       | Mercedes-Benz Bank AMG         | 88     | + 38,586    | 08    | 50,637 (37.)     |
| 08   | 07  | Jamie Green          | AMG Mercedes                   | 88     | + 42,698    | 04    | 50,386 (12.)     |
| 09   | 05  | Oliver Jarvis        | Audi Sport Team Abt            | 88     | + 46,941    | 14    | 50,636 (13.)     |
| 10   | 16  | Maro Engel           | GQ AMG Mercedes                | 88     | + 48,473    | 10    | 50,510 (39.)     |
| 11   | 18  | Filipe Albuquerque   | Audi Sport Team Rosberg        | 87     | + 1 Runde   | 18    | 50,575 (32.)     |
| 12   | 17  | David Coulthard      | Deutsche Post AMG Mercedes     | 87     | + 1 Runde   | 16    | 50,542 (41.)     |
| 13   | 11  | Christian Vietoris   | Junge Sterne AMG Mercedes      | 87     | + 1 Runde   | 11    | 50,516 (34.)     |
| 14   | 10  | Susie Stoddart       | TV SPIELFILM AMG Mercedes      | 87     | + 1 Runde   | 17    | 50,859 (37.)     |
| 15   | 20  | Renger van der Zande | stern AMG Mercedes             | 87     | + 1 Runde   | 13    | 50,690 (32.)     |
| 16   | 04  | Timo Scheider        | Audi Sport Team Abt            | 85     | + 3 Runden  | 12    | 50,045 (10.)     |
| 17   | 15  | Rahel Frey           | Audi Sport Team Phoenix        | 68     | DNF         | 15    | 50,453 (35.)     |
| —    | 22  | Miguel Molina        | Audi Sport Team Abt Junior     | 08     | DNF         | 07    | 51,658 (07.)     |

### 8. Rennen: Motorsport Arena Oschersleben
| Platz | Fahrer          | Team                           | Zeit        |
| ----- | --------------- | ------------------------------ | ----------- |
| 1     | Mattias Ekström | Audi Sport Team Abt Sportsline | 1:16:14,996 |
| 2     | Martin Tomczyk  | Audi Sport Team Phoenix        | + 42,167    |
| 3     | Edoardo Mortara | Audi Sport Team Rosberg        | + 43,376    |
| PP    | Miguel Molina   | Audi Sport Team Abt Junior     | 1:22,371    |
| SR    | Mattias Ekström | Audi Sport Team Abt Sportsline | 1:38,831    |

Das achte DTM-Saisonrennen in der Motorsport Arena Oschersleben in Oschersleben fand am 18. September 2011 statt und ging über eine Distanz von 45 Runden à 3,696 km, was einer Gesamtdistanz von 166,320 km entspricht. Das Rennen wurde vorzeitig beendet, da das Zeitlimit erreicht wurde. Ursprünglich war eine Distanz von 50 Runden à 3,696 km, was einer Gesamtdistanz von 184,800 km entspricht, geplant.
Das Rennen fand unter regnerischen Bedingungen statt und es wurden zwei Einführungsrunden gefahren. Pole-Setter Miguel Molina hatte zwar den besten Start, verlor jedoch schon in der ersten Kurve die Führung an Bruno Spengler, da er zu spät bremste. Dahinter kam es zu turbulenten Duellen, wovon insbesondere die hinten startenden Gary Paffett, Martin Tomczyk und Christian Vietoris profitierten. In der achten Runde gelang es schließlich Mattias Ekström, der immer schneller wurde, an dem führenden Spengler vorbeizufahren. Ekström führte das Rennen ab diesem Zeitpunkt boxenstoppbereinigt durchgängig an.
Zwei Runden nach seinem ersten Boxenstopp nahm das Rennen für Spengler eine negative Wendung. Er fuhr hart über die Randsteine und beschädigte sich dabei seine Aufhängung. Er fiel dadurch aus den Punkterängen und gab schließlich drei Runden vor dem Rennende an der Box auf.
Ekström gewann das Rennen schließlich mit über 40 Sekunden Vorsprung auf Tomczyk und Edoardo Mortara, wodurch Audi den zweiten Dreifachsieg in Folge erzielte. Auf den Plätzen vier und fünf folgten Paffett und Vietoris, die beide aus der letzten Startreihe gestartet waren. Vietoris fuhr bei diesem Rennen seine ersten DTM-Punkte überhaupt ein und Pole-Setter Molina gelang es, in dieser Saison erstmals zu punkten.
In der Meisterschaft baute Tomczyk den Vorsprung auf Spengler auf neun Punkte aus, wodurch er den Titel beim darauf folgenden Rennen aus eigener Kraft gewinnen kann.
| Pos. | Nr. | Fahrer               | Team                           | Runden | Zeit        | Start | Schnellste Runde |
| ---- | --- | -------------------- | ------------------------------ | ------ | ----------- | ----- | ---------------- |
| 01   | 08  | Mattias Ekström      | Audi Sport Team Abt Sportsline | 45     | 1:16:14,996 | 04    | 1:38,831 (38.)   |
| 02   | 14  | Martin Tomczyk       | Audi Sport Team Phoenix        | 45     | + 42,167    | 14    | 1:39,571 (23.)   |
| 03   | 19  | Edoardo Mortara      | Audi Sport Team Rosberg        | 45     | + 43,376    | 08    | 1:39,316 (31.)   |
| 04   | 02  | Gary Paffett         | THOMAS SABO AMG Mercedes       | 45     | + 53,184    | 18    | 1:39,304 (35.)   |
| 05   | 11  | Christian Vietoris   | Junge Sterne AMG Mercedes      | 45     | + 53,873    | 17    | 1:39,577 (39.)   |
| 06   | 09  | Mike Rockenfeller    | Audi Sport Team Abt Sportsline | 45     | + 54,795    | 10    | 1:39,630 (25.)   |
| 07   | 16  | Maro Engel           | GQ AMG Mercedes                | 45     | + 56,504    | 09    | 1:39,470 (25.)   |
| 08   | 22  | Miguel Molina        | Audi Sport Team Abt Junior     | 45     | + 1:04,593  | 01    | 1:40,175 (33.)   |
| 09   | 05  | Oliver Jarvis        | Audi Sport Team Abt            | 45     | + 1:22,704  | 03    | 1:39,371 (38.)   |
| 10   | 17  | David Coulthard      | Deutsche Post AMG Mercedes     | 45     | + 1:25,008  | 12    | 1:39,752 (21.)   |
| 11   | 07  | Jamie Green          | AMG Mercedes                   | 45     | + 1:27,514  | 06    | 1:40,428 (22.)   |
| 12   | 15  | Rahel Frey           | Audi Sport Team Phoenix        | 44     | + 1 Runde   | 16    | 1:39,737 (41.)   |
| 13   | 03  | Bruno Spengler       | Mercedes-Benz Bank AMG         | 42     | DNF         | 02    | 1:39,681 (26.)   |
| —    | 04  | Timo Scheider        | Audi Sport Team Abt            | 25     | DNF         | 05    | 1:39,276 (22.)   |
| —    | 18  | Filipe Albuquerque   | Audi Sport Team Rosberg        | 11     | DNF         | 11    | 1:41,510 (07.)   |
| —    | 06  | Ralf Schumacher      | Salzgitter AMG Mercedes        | 09     | DNF         | 07    | 1:41,931 (09.)   |
| —    | 20  | Renger van der Zande | stern AMG Mercedes             | 06     | DNF         | 13    | 1:43,189 (03.)   |
| —    | 10  | Susie Stoddart       | TV SPIELFILM AMG Mercedes      | 02     | DNF         | 15    | 1:49,019 (02.)   |

### 9. Rennen: Valencia
| Platz | Fahrer             | Team                           | Zeit        |
| ----- | ------------------ | ------------------------------ | ----------- |
| 1     | Mattias Ekström    | Audi Sport Team Abt Sportsline | 1:10:45,452 |
| 2     | Filipe Albuquerque | Audi Sport Team Rosberg        | + 18,103    |
| 3     | Martin Tomczyk     | Audi Sport Team Phoenix        | + 33,950    |
| PP    | Mattias Ekström    | Audi Sport Team Abt Sportsline | 1:30,608    |
| SR    | Timo Scheider      | Audi Sport Team Abt            | 1:32,267    |

Das neunte DTM-Saisonrennen auf dem Circuit Ricardo Tormo in Valencia fand am 2. Oktober 2011 statt und ging über eine Distanz von 45 Runden à 4,005 km, was einer Gesamtdistanz von 180,225 km entspricht.
Bereits vor dem Start des Rennens gab es Diskussionen um die Mercedes-Fahrzeuge von David Coulthard und Renger van der Zande, die in der Qualifikation die Plätze drei und vier belegten. Die Heckflügel beider Fahrzeuge entsprachen nicht dem Reglement und so entschied die Rennleitung, beide ans Ende des Feldes zu setzen. Da ihre Teams gegen die Entscheidung Protest einlegten, durften beide Fahrer ihre Position behalten, wurden aber direkt nach dem Rennen disqualifiziert.
Beim Start behielt Mattias Ekström die Führung, die er boxenstoppbereinigt bis zum Ende des Rennens behielt. Filipe Albuquerque, der als Zweiter ins Rennen gegangen war, musste sich zunächst gegen Coulthard verteidigen, belegte danach aber ungefährdet bis zum Schluss die Position hinter Ekström.
Der Tabellenführer Martin Tomczyk, der bei diesem Rennen in der Lage war, die Meisterschaft für sich vorzeitig zu entscheiden, machte bereits beim Start einige Plätze gut und kam durch seine Strategie an den Mercedes-Piloten Coulthard und van der Zande vorbei auf die dritte Position.
Da Coulthard und van der Zande aus der Wertung genommen wurden, kam es schließlich zu einem Sechsfachsieg für Audi.
Weil Bruno Spengler, der Zweite in der Fahrerwertung, nur zwei Punkte holte und Ekström nur bei einem 0-Punkte-Rennen von Tomczyk die Titelchancen aufrechterhalten hätte können, reichte Tomczyk der dritte Platz, um seinen ersten DTM-Meistertitel einzufahren. Er ist der erste Pilot, der in einem Jahreswagen DTM-Meister wurde.
| Pos. | Nr. | Fahrer               | Team                           | Runden | Zeit        | Start | Schnellste Runde |
| ---- | --- | -------------------- | ------------------------------ | ------ | ----------- | ----- | ---------------- |
| 01   | 08  | Mattias Ekström      | Audi Sport Team Abt Sportsline | 45     | 1:10:45,452 | 01    | 1:32,492 (02.)   |
| 02   | 18  | Filipe Albuquerque   | Audi Sport Team Rosberg        | 45     | + 18,103    | 02    | 1:32,858 (19.)   |
| 03   | 14  | Martin Tomczyk       | Audi Sport Team Phoenix        | 45     | + 33,950    | 10    | 1:33,009 (04.)   |
| 04   | 04  | Timo Scheider        | Audi Sport Team Abt            | 45     | + 34,346    | 07    | 1:32,267 (28.)   |
| 05   | 22  | Miguel Molina        | Audi Sport Team Abt Junior     | 45     | + 39,788    | 06    | 1:32,885 (17.)   |
| 06   | 05  | Oliver Jarvis        | Audi Sport Team Abt            | 45     | + 40,655    | 08    | 1:33,248 (14.)   |
| 07   | 03  | Bruno Spengler       | Mercedes-Benz Bank AMG         | 45     | + 41,238    | 12    | 1:33,084 (18.)   |
| 08   | 02  | Gary Paffett         | THOMAS SABO AMG Mercedes       | 45     | + 41,791    | 09    | 1:33,270 (19.)   |
| 09   | 09  | Mike Rockenfeller    | Audi Sport Team Abt Sportsline | 45     | + 44,671    | 05    | 1:32,833 (14.)   |
| 10   | 07  | Jamie Green          | AMG Mercedes                   | 45     | + 45,971    | 11    | 1:33,396 (04.)   |
| 11   | 10  | Susie Stoddart       | TV SPIELFILM AMG Mercedes      | 45     | + 49,720    | 18    | 1:32,889 (16.)   |
| 12   | 11  | Christian Vietoris   | Junge Sterne AMG Mercedes      | 45     | + 50,736    | 16    | 1:33,337 (15.)   |
| 13   | 06  | Ralf Schumacher      | Salzgitter AMG Mercedes        | 45     | + 52,686    | 13    | 1:33,255 (21.)   |
| 14   | 15  | Rahel Frey           | Audi Sport Team Phoenix        | 45     | + 1:02,877  | 17    | 1:33,459 (17.)   |
| 15   | 16  | Maro Engel           | GQ AMG Mercedes                | 45     | + 1:16,230  | 15    | 1:33,599 (03.)   |
| 16   | 19  | Edoardo Mortara      | Audi Sport Team Rosberg        | 42     | DNF         | 14    | 1:33,256 (15.)   |
| DSQ  | 20  | Renger van der Zande | stern AMG Mercedes             | 45     | + 34,703    | 04    | 1:32,723 (03.)   |
| DSQ  | 17  | David Coulthard      | Deutsche Post AMG Mercedes     | 45     | + 37,740    | 03    | 1:32,912 (03.)   |

### 10. Rennen: Hockenheimring Baden-Württemberg
| Platz | Fahrer         | Team                       | Zeit        |
| ----- | -------------- | -------------------------- | ----------- |
| 1     | Jamie Green    | AMG Mercedes               | 1:00:45,734 |
| 2     | Martin Tomczyk | Audi Sport Team Phoenix    | + 7,620     |
| 3     | Miguel Molina  | Audi Sport Team Abt Junior | + 10,142    |
| PP    | Miguel Molina  | Audi Sport Team Abt Junior | 1:32,717    |
| SR    | Jamie Green    | AMG Mercedes               | 1:34,114    |

Das zehnte DTM-Saisonrennen auf dem Hockenheimring Baden-Württemberg in Hockenheim fand am 23. Oktober 2011 statt und ging über eine Distanz von 38 Runden à 4,574 km, was einer Gesamtdistanz von 173,812 km entspricht.
Den Sieg sicherte sich Mercedes-Pilot Jamie Green vor dem bereits feststehenden DTM-Champion Martin Tomczyk und Miguel Molina, der von der Pole-Position aus gestartet war und bei diesem Rennen seine erste Podiumsplatzierung in der DTM einfuhr.
Durch einen sechsten Platz schob sich Mattias Ekström im Kampf um die Vizemeisterschaft noch an Bruno Spengler vorbei, der als Neunter keine Punkte holte.
| Pos. | Nr. | Fahrer               | Team                           | Runden | Zeit        | Start | Schnellste Runde |
| ---- | --- | -------------------- | ------------------------------ | ------ | ----------- | ----- | ---------------- |
| 01   | 07  | Jamie Green          | AMG Mercedes                   | 38     | 1:00:45,734 | 02    | 1:34,114 (28.)   |
| 02   | 14  | Martin Tomczyk       | Audi Sport Team Phoenix        | 38     | + 7,620     | 03    | 1:34,331 (28.)   |
| 03   | 22  | Miguel Molina        | Audi Sport Team Abt Junior     | 38     | + 10,142    | 01    | 1:34,519 (24.)   |
| 04   | 09  | Mike Rockenfeller    | Audi Sport Team Abt Sportsline | 38     | + 22,486    | 04    | 1:34,994 (23.)   |
| 05   | 02  | Gary Paffett         | THOMAS SABO AMG Mercedes       | 38     | + 23,985    | 07    | 1:34,916 (23.)   |
| 06   | 08  | Mattias Ekström      | Audi Sport Team Abt Sportsline | 38     | + 24,418    | 10    | 1:34,910 (33.)   |
| 07   | 04  | Timo Scheider        | Audi Sport Team Abt            | 38     | + 32,358    | 05    | 1:34,955 (19.)   |
| 08   | 05  | Oliver Jarvis        | Audi Sport Team Abt            | 38     | + 32,840    | 08    | 1:35,129 (17.)   |
| 09   | 03  | Bruno Spengler       | Mercedes-Benz Bank AMG         | 38     | + 33,201    | 06    | 1:35,172 (17.)   |
| 10   | 18  | Filipe Albuquerque   | Audi Sport Team Rosberg        | 38     | + 34,967    | 09    | 1:34,968 (25.)   |
| 11   | 06  | Ralf Schumacher      | Salzgitter AMG Mercedes        | 38     | + 36,068    | 13    | 1:35,136 (23.)   |
| 12   | 20  | Renger van der Zande | stern AMG Mercedes             | 38     | + 42,319    | 14    | 1:35,094 (16.)   |
| 13   | 19  | Edoardo Mortara      | Audi Sport Team Rosberg        | 38     | + 46,307    | 11    | 1:35,381 (12.)   |
| 14   | 16  | Maro Engel           | GQ AMG Mercedes                | 38     | + 46,772    | 15    | 1:34,814 (26.)   |
| 15   | 10  | Susie Wolff          | TV SPIELFILM AMG Mercedes      | 38     | + 54,523    | 17    | 1:34,850 (15.)   |
| 16   | 15  | Rahel Frey           | Audi Sport Team Phoenix        | 38     | + 1:02,122  | 18    | 1:35,075 (15.)   |
| 17   | 17  | David Coulthard      | Deutsche Post AMG Mercedes     | 37     | + 1 Runde   | 16    | 1:34,911 (12.)   |
| —    | 11  | Christian Vietoris   | Junge Sterne AMG Mercedes      | 10     | DNF         | 12    | 1:35,819 (05.)   |

## Meisterschaftsergebnisse

### Punktesystem
Punkte wurden an die ersten 8 klassifizierten Fahrer in folgender Anzahl vergeben:
| Platz  | 1. | 2. | 3. | 4. | 5. | 6. | 7. | 8. |
| Punkte | 10 | 8  | 6  | 5  | 4  | 3  | 2  | 1  |

### Fahrerwertung
Insgesamt kamen 16 Fahrer in die Punktewertung.
| Platz | Fahrer                     | HOC1 | ZAN | RBR | LAU | NOR | MÜN | MÜN | NÜR | BRH | OSC | VAL | HOC2 | Punkte |
| 1     | Martin Tomczyk             | 5    | 3   | 1   | 1   | 3   | 13  | 6   | 5   | 1   | 2   | 3   | 2    | 72     |
| 2     | Mattias Ekström            | 2    | 8   | DNF | 11  | 7   | 7   | 5   | 1   | 2   | 1   | 1   | 6    | 52     |
| 3     | Bruno Spengler             | 1    | 2   | 4   | 3   | 1   | 2   | 1   | 2   | 7   | 13* | 7   | 9    | 51     |
| 4     | Timo Scheider              | 4    | 5   | 7   | 2   | 4   | 14  | 13  | 4   | 16  | DNF | 4   | 7    | 36     |
| 5     | Jamie Green                | 7    | 4   | 6   | 6   | 2   | 9   | 7   | 6   | 8   | 11  | 10  | 1    | 35     |
| 6     | Mike Rockenfeller          | 11   | 1   | 5   | INJ | 14  | 3   | 10  | 3   | 6   | 6   | 9   | 4    | 31     |
| 7     | Gary Paffett               | 6    | 9   | 8   | 4   | DNF | 10  | 11  | 8   | 4   | 4   | 8   | 5    | 25     |
| 8     | Ralf Schumacher            | 3    | 11  | 2   | 12  | 6   | 5   | 16  | DNF | 5   | DNF | 13  | 11   | 21     |
| 9     | Edoardo Mortara            | 14   | 6   | 16  | DNF | 5   | 1   | 2   | 7   | 3   | 3   | 16* | 13   | 21     |
| 10    | Oliver Jarvis              | 9    | 10  | 3   | 5   | 15  | 8   | 15  | 10  | 9   | 9   | 6   | 8    | 14     |
| 11    | Miguel Molina              | 16   | 14  | 11  | 16* | 12  | DNQ | 9   | 12  | DNF | 8   | 5   | 3    | 11     |
| 12    | Filipe Albuquerque         | 17   | DNF | 12  | 8   | 16  | 12  | 12  | 9   | 11  | DNF | 2   | 10   | 9      |
| 13    | Maro Engel                 | 8    | 7   | 14  | 10  | 9   | 16  | DNQ | 15  | 10  | 7   | 15  | 14   | 5      |
| 14    | Christian Vietoris         | 13   | 15  | 15  | 9   | 11  | 11  | 4   | 13  | 13  | 5   | 12  | DNF  | 4      |
| 15    | Tom Kristensen             |      |     |     | 7   |     |     |     |     |     |     |     |      | 2      |
| 16    | David Coulthard            | 10   | 16  | 9   | 13  | 8   | 6   | 8   | 17  | 12  | 10  | DSQ | 17   | 1      |
| 17    | Renger van der Zande       | 18*  | 13  | 10  | 14  | 10  | 4   | 3   | 11  | 15  | DNF | DSQ | 12   | 0      |
| 18    | Susie Stoddart Susie Wolff | 12   | 12  | 13  | DNS | 13  | DNQ | 14  | 14  | 14  | DNF | 11  | 15   | 0      |
| 19    | Rahel Frey                 | 15   | 17  | 17  | 15  | 17  | 15  | DNQ | 16  | 17* | 12  | 14  | 16   | 0      |
| Platz | Fahrer                     | HOC1 | ZAN | RBR | LAU | NOR | MÜN | MÜN | NÜR | BRH | OSC | VAL | HOC2 | Punkte |

| Legende  | Legende            | Legende                                                          |
| Farbe    | Abkürzung          | Bedeutung                                                        |
| -------- | ------------------ | ---------------------------------------------------------------- |
| Gold     | –                  | Sieg                                                             |
| Silber   | –                  | 2. Platz                                                         |
| Bronze   | –                  | 3. Platz                                                         |
| Grün     | –                  | Platzierung in den Punkten                                       |
| Blau     | –                  | Klassifiziert außerhalb der Punkteränge                          |
| Violett  | DNF                | Rennen nicht beendet (did not finish)                            |
| Violett  | NC                 | nicht klassifiziert (not classified)                             |
| Rot      | DNQ                | nicht qualifiziert (did not qualify)                             |
| Rot      | DNPQ               | in Vorqualifikation gescheitert (did not pre-qualify)            |
| Schwarz  | DSQ                | disqualifiziert (disqualified)                                   |
| Weiß     | DNS                | nicht am Start (did not start)                                   |
| Weiß     | WD                 | zurückgezogen (withdrawn)                                        |
| Hellblau | PO                 | nur am Training teilgenommen (practiced only)                    |
| Hellblau | TD                 | Freitags-Testfahrer (test driver)                                |
| ohne     | DNP                | nicht am Training teilgenommen (did not practice)                |
| ohne     | INJ                | verletzt oder krank (injured)                                    |
| ohne     | EX                 | ausgeschlossen (excluded)                                        |
| ohne     | DNA                | nicht erschienen (did not arrive)                                |
| ohne     | C                  | Rennen abgesagt (cancelled)                                      |
| ohne     | keine WM-Teilnahme |                                                                  |
| sonstige | P/fett             | Pole-Position                                                    |
| sonstige | 1/2/3/4/5/6/7/8    | Punktplatzierung im Sprint-/Qualifikationsrennen                 |
| sonstige | SR/kursiv          | Schnellste Rennrunde                                             |
| sonstige | *                  | nicht im Ziel, aufgrund der zurückgelegten Distanz aber gewertet |
| sonstige | ()                 | Streichresultate                                                 |
| sonstige | unterstrichen      | Führender in der Gesamtwertung                                   |

Anmerkungen
1. ↑  Die Veranstaltung in München zählte nicht zur Meisterschaft.

### Teamwertung
| Platz | Team                                         | Nr. | HOC1 | ZAN | RBR | LAU  | NOR | MÜN | MÜN | NÜR | BRH | OSC | VAL | HOC2 | Punkte |
| 1     | Audi Sport Team Abt Sportsline               | 08  | 2    | 8   | DNF | 11   | 7   | 7   | 5   | 1   | 2   | 1   | 1   | 6    | 85     |
| 1     | Audi Sport Team Abt Sportsline               | 09  | 11   | 1   | 5   | 7    | 14  | 3   | 10  | 3   | 6   | 6   | 9   | 4    | 85     |
| 2     | Thomas Sabo/ Mercedes-Benz Bank AMG-Mercedes | 02  | 6    | 9   | 8   | 4    | DNF | 10  | 11  | 6   | 4   | 4   | 8   | 5    | 76     |
| 2     | Thomas Sabo/ Mercedes-Benz Bank AMG-Mercedes | 03  | 1    | 2   | 4   | 3    | 1   | 2   | 1   | 2   | 7   | 13* | 7   | 9    | 76     |
| 3     | Audi Sport Team Phoenix                      | 14  | 5    | 3   | 1   | 1    | 3   | 13  | 6   | 5   | 1   | 2   | 3   | 2    | 72     |
| 3     | Audi Sport Team Phoenix                      | 15  | 15   | 17  | 17  | 15   | 17  | 15  | DNQ | 16  | 17* | 12  | 14  | 16   | 72     |
| 4     | Salzgitter/ AMG-Mercedes                     | 06  | 3    | 11  | 2   | 12   | 6   | 5   | 16  | DNF | 5   | DNF | 13  | 11   | 56     |
| 4     | Salzgitter/ AMG-Mercedes                     | 07  | 7    | 4   | 6   | 6    | 2   | 9   | 7   | 6   | 8   | 11  | 10  | 1    | 56     |
| 5     | Audi Sport Team Abt                          | 04  | 4    | 5   | 7   | 2    | 4   | 14  | 13  | 4   | 16  | DNF | 4   | 7    | 50     |
| 5     | Audi Sport Team Abt                          | 05  | 9    | 10  | 3   | 5    | 15  | 8   | 15  | 10  | 9   | 9   | 6   | 8    | 50     |
| 6     | Audi Sport Team Rosberg                      | 18  | 17   | DNF | 12  | 8    | 16  | 12  | 12  | 9   | 11  | DNF | 2   | 10   | 30     |
| 6     | Audi Sport Team Rosberg                      | 19  | 14   | 6   | 16  | DNF  | 5   | 1   | 2   | 7   | 3   | 3   | 16* | 13   | 30     |
| 7     | Audi Sport Team Abt Junior                   | 22  | 16   | 14  | 11  | *16* | 12  | DNQ | 9   | 12  | DNF | 8   | 5   | 3    | 11     |
| 8     | Deutsche Post/ GQ AMG-Mercedes               | 16  | 8    | 7   | 14  | 10   | 9   | 16  | DNQ | 15  | 10  | 7   | 15  | 14   | 6      |
| 8     | Deutsche Post/ GQ AMG-Mercedes               | 17  | 10   | 16  | 9   | 13   | 8   | 6   | 8   | 17  | 12  | 10  | DSQ | 17   | 6      |
| 9     | Junge Sterne/ TV-Spielfilm AMG-Mercedes      | 10  | 12   | 12  | 13  | DNS  | 13  | DNQ | 14  | 14  | 14  | DNF | 11  | 15   | 4      |
| 9     | Junge Sterne/ TV-Spielfilm AMG-Mercedes      | 11  | 13   | 15  | 15  | 9    | 11  | 11  | 4   | 13  | 13  | 5   | 12  | DNF  | 4      |
| 10    | Stern AMG-Mercedes                           | 20  | 18   | 13  | 10  | 14   | 10  | 4   | 3   | 11  | 15  | DNF | DSQ | 12   | 0      |
| Platz | Team                                         | Nr. | HOC1 | ZAN | RBR | LAU  | NOR | MÜN | MÜN | NÜR | BRH | OSC | VAL | HOC2 | Punkte |

Anmerkungen
1. ↑  Die Veranstaltung in München zählte nicht zur Meisterschaft.